# Сулайманов, Айбек Хасанович
Айбек Хасанович Сулайманов (род. 23 марта 1976, Ленинское, Ошская область) — киргизский футболист, защитник и полузащитник, футбольный тренер. Мастер спорта КР.

## Биография
Занимался спортом с 10-летнего возраста. В высшей лиге Кыргызстана начал выступать в 1996 году в составе клуба «Джалал-Абад», переименованного на следующий год в «Динамо». В 1998 году выступал за клуб из родного села «Алдиер», проводивший тот сезон в высшей лиге.
С 1999 года в течение семи сезонов играл за «Жаштык-Ак-Алтын», провёл за команду более 130 матчей в чемпионатах. В составе клуба — чемпион (2003), серебряный (2001, 2002) и бронзовый (2000) призер чемпионата Кыргызстана, пятикратный (2001—2005) финалист Кубка страны. В первых сезонах играл в защите, затем был переведён в полузащиту и в чемпионском сезоне забил 17 голов, на следующий год — 11 голов, в обоих сезонах был вторым бомбардиром своего клуба после Евгения Болдыгина.
Победитель (2002) и серебряный призер (1998) Спартакиады народов Кыргызстана в составе сборной Ошской области.
С 2006 года снова играл в родном селе за «Алдиер» во второй и первой лигах. В первой лиге неоднократно был победителем соревнований южной зоны (2011, 2012, 2013). Лучший бомбардир зонального турнира первой лиги 2011 года (17 голов) и 2012 года (14 голов). Часть сезона 2011 года провёл за «Алай» в высшей лиге.
В 2014 году был играющим главным тренером «Алдиера» в высшей лиге, но в ходе сезона уступил тренерский пост Улугбеку Курманбекову. В 2016 году, когда «Алдиер» вернулся в высший дивизион, Сулайманов снова был его главным тренером.
Также работал детским тренером в ОДЮСШ по футболу им. А. Момунова (Ош).